# Jesse Hibbs
Jesse John Hibbs (Normal, Illinois,  11 januari 1906 – Ojai, Californië, 4 februari 1985) was een Amerikaans regisseur en Americanfootballspeler.

## Biografie

### Sport
Jesse Hibbs speelde "college football" in de universiteit van Zuid-Californië (USC) als een "All-American Team"-tackler in het "USC Trojans football"-team in 1927 en 1928.
Hibbs studeerde af aan de Lake Forest Academy (Illinois) en ging vervolgens naar de universiteit van Zuid-Californië waar hij kapitein/aanvoerder was van USC's eerste team op nationaalkampioenschapniveau in 1928. Professioneel speelde Hibbs in de National Football League (NFL) met de Chicago Bears in 1931.
Onder zijn ploeggenoten in 1926 was Marion Morrison, die later als acteur bekend werd onder de naam John Wayne.

### Hollywood
Zoals verschillende andere USC-spelers van de jaren 1920 en 1939 (waaronder John Wayne, Ward Bond, Cotton Warburton en Aaron Rosenberg) stapte Hibbs over naar de filmindustrie en werd assistant-regisseur. Zijn eerste kans om te regisseren kreeg hij in 1953, met de football-film The All American met Tony Curtis. Zeven van de elf langspeelfilms die hij maakte waren westerns. Ondertussen deed hij nog veel televisiewerk. Hibbs werkte regelmatig samen met Audie Murphy, onder andere aan de westerns Ride Clear of Diablo, Walk the Proud Land, Ride a Crooked Trail en de nieuwe versie van Murphy's levensverhaal To Hell and Back, de boksfilms World in My Corner, Shining Victory en Joe Butterfly.
Later stapte Hibbs over naar de televisiewereld en regisseerde 43 afleveringen van Perry Mason, 28 afleveringen van The F.B.I., 20 afleveringen van Gunsmoke en ook enkele afleveringen van andere televisieseries.

### Familiaal
Hibbs was getrouwd met Jane Margaret Story en overleed in 1985 op 79-jarige leeftijd.

## Onderscheidingen
Hibbs werd in 1999 postuum gehuldigd in de "USC Athletic Hall of Fame".

## Filmografie

### Televisieseries
- Wagon Train (1958-1962)
- Gunsmoke (1958-1961)
- Zane Grey Theater (1958)
- Rawhide (1959-1965)
- Wichita Town (1959-1960)
- The Alaskans (1959)
- The Lineup (1959)
- Bat Masterson (1959)
- Death Valley Days (1960-1962)
- Outlaws (1960-1962)
- Bronco (1960)
- Hawaiian Eye (1960)
- Gunslinger (1961)
- The Rifleman (1961)
- Perry Mason (1962-1966)
- Bonanza (1962)
- Laramie (1963)
- Destry (1964)
- The F.B.I. (1966-1970)
- The Wild Wild West (1966)
- The Fugitive (1966)
- Iron Horse (1966)
- The Invaders (1967)
- The Rat Patrol (1967)

### Films
- The All American (1953)
- The World's Most Beautiful Girls (1953, korte film)
- The Yellow Mountain (1954)
- Black Horse Canyon (1954)
- Rails Into Laramie (1954)
- Ride Clear of Diablo (1954)
- The Spoilers (1955)
- To Hell and Back (1955)
- Medal of Honor (1955)(kort film)
- Walk the Proud Land (1956)
- World in My Corner (1956)
- Joe Butterfly (1957)
- Ride a Crooked Trail (1958)